# 4370 Dickens
4370 Dickens è un asteroide della fascia principale. Scoperto nel 1982, presenta un'orbita caratterizzata da un semiasse maggiore pari a 2,1960846 UA e da un'eccentricità di 0,2000332, inclinata di 2,55446° rispetto all'eclittica.